# Українські ремесла

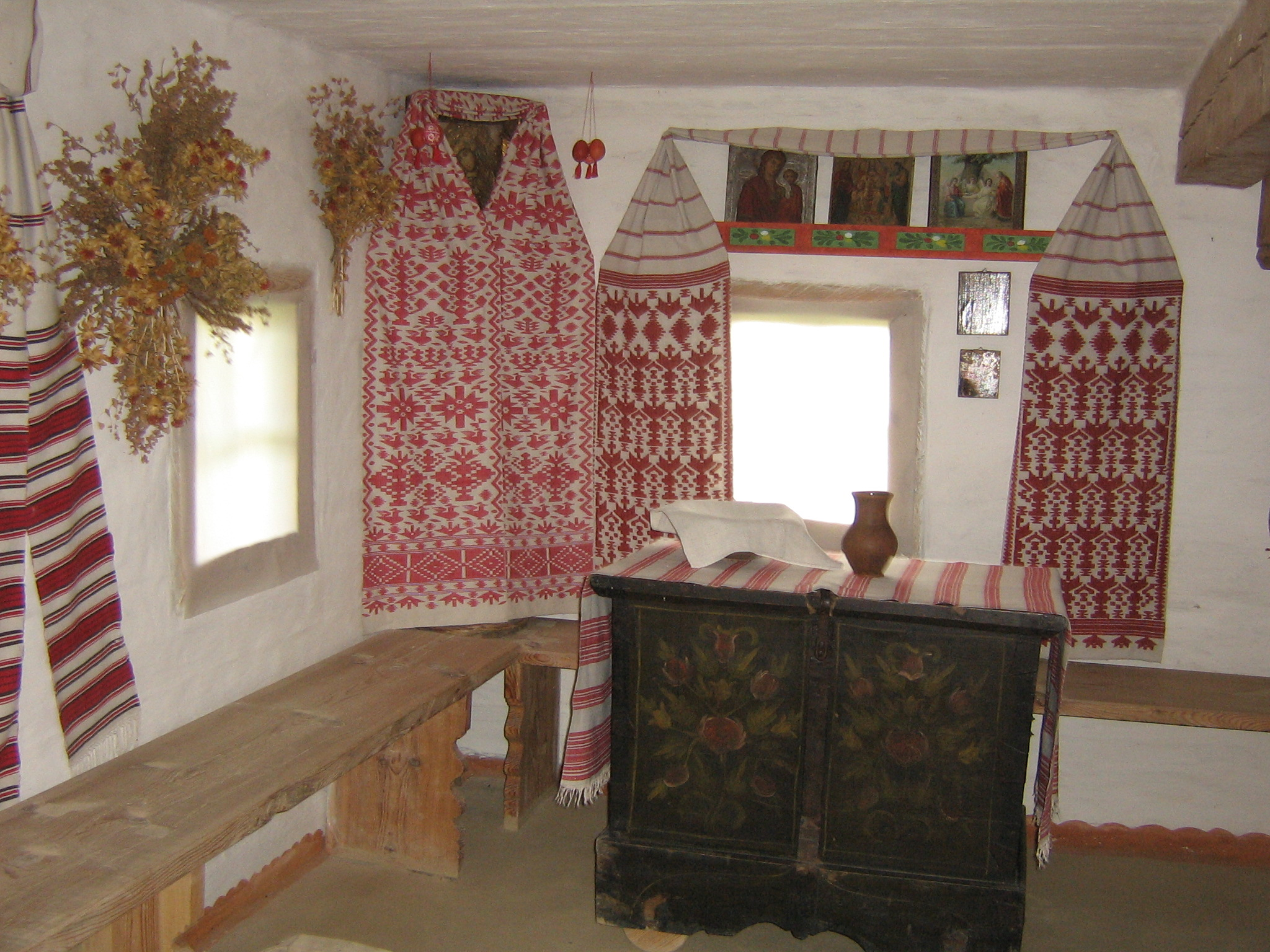

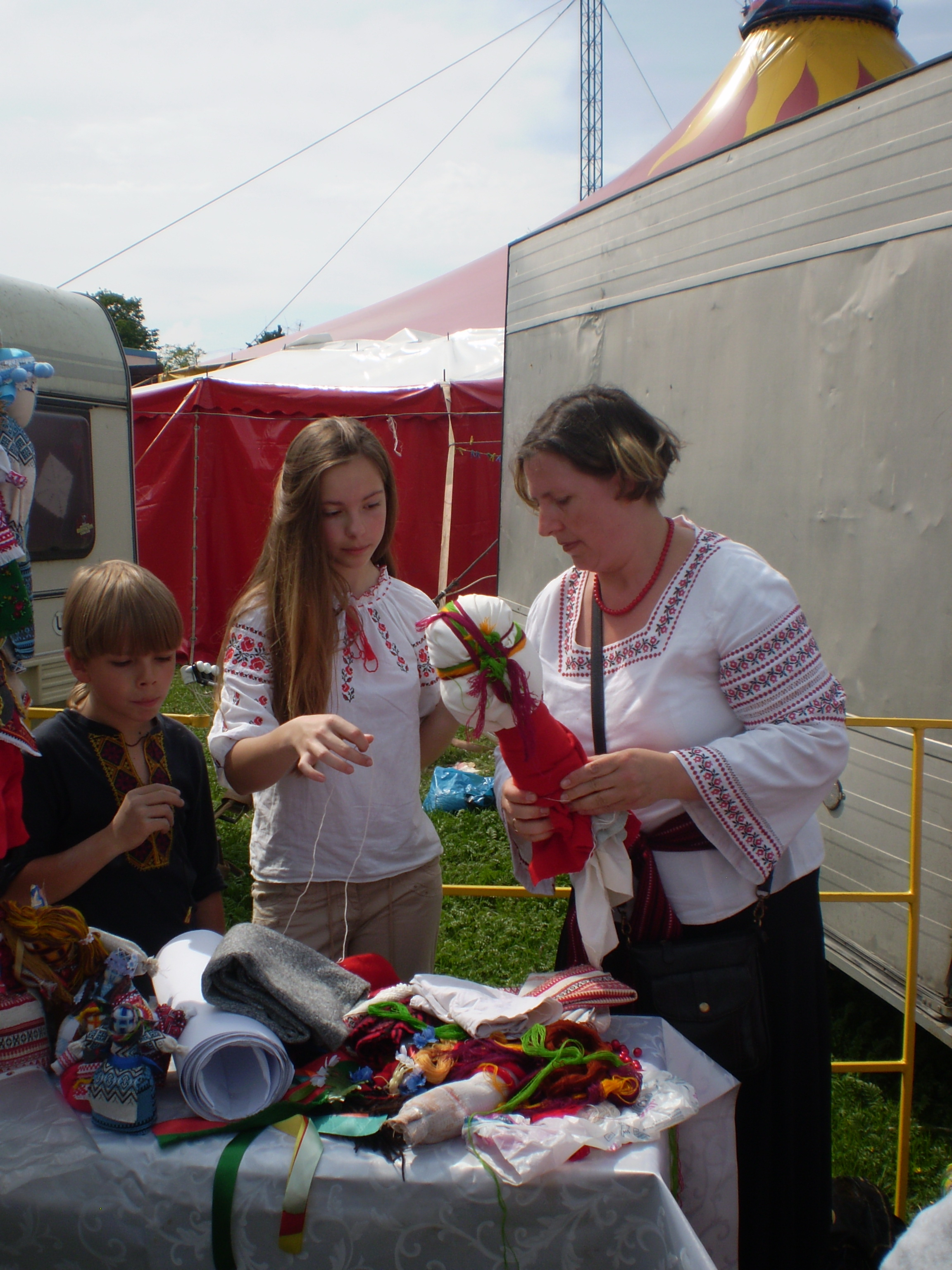
Вишиванка-фест 20 травня 2012 року у Дрогобичі. Майстер-клас із виготовлення ляльки-мотанки з полотна

Ремесло як одна з попередніх форм промислового виробництва було розвинене в Україні від найдавніших часів, але довгий час не було відірване від інших родів праці.

## Ремесла на українських землях у давні часи і в Середньовіччя
Ремесло було високо розвинуте в античних містах Північного Причорномор'я. У ранню добу, починаючи з 1-го тисячоліття почалося відокремлення ремесла від сільського господарства; тоді ж можна говорити про дві основні галузі ремесел: залізоробне і гончарське виробництво.
За княжої доби міські ремесла відрізнялися від складнішим характером виробництва і вищою якістю виробів. У великих містах існувало вже близько 60 ремісничих фахів: спеціалізовані галузі металургії, ковальство, виробництво зброї, гончарство, теслярство, ткацтво й кравецтво, обробка хутра, шкіри, льону і вовни, кістки і каменю, виробництво скла, додатків до харчування (напої) та ін. Зокрема, високо були розвинені вироби прикрас: одягу, оздоблення храмів, палаців та ін. будов; славилися іконописці й золотарі.
За соціальним станом ремісники Київської Руси поділялися на сільських вільних ремісників, холопів (рабів) на князівських, боярських або монастирських дворах і найчисленнішу групу вільних міських ремісників. Вони здебільшого оселялися в одному районі чи вулиці міста, по них і досі залишилися назви (наприклад, на київському Подолі Мечники, Кожум'яки, Гончарі тощо). Для захисту своїх інтересів міські ремісники об'єднувалися в товариства, які можна вважати зародками пізніших цехів — вони переважно мали назву дружин, на чолі яких стояв старійшина (староста). Ремісники деяких фахів (наприклад, золотарства) Київської доби вдосконалювалися головним чином на грецько-візантійських зразках. До міст Галицько-Волинської держави князі Романовичі запрошували майстрів із заходу: Німеччини, Чехії, Польщі, надаючи їм особливі привілеї. Поруч з тим чимало виробів спроваджувано з інших країн, головним чином з Близького Сходу і Візантії.
Татарська навала деякі галузі його цілком занепали, інші зазнали погіршення техніки й якости виробів, послабли зв'язки міських ремісників з ринком. Найскоріше ремісництво відновилося у Галицько-Волинській державі, де у 2-й пол. XIV — 1-й пол. XV ст.ст. постала цехова організація в системі Маґдебурзького права. Вона швидко поширилася, і з кінця XVI — поч. XVII ст.ст. ремісники були об'єднані у цехи вже майже в усіх більших містах України. Цехи мали завданням регламентувати виробничу діяльність (продукцію, якість, ціни) майстрів і захищати їх від утисків можновладців, влади, а також від конкуренції сільських ремісників, які переселялися до міст.
Цехи гуртували кравців, шевців, кушнірів, постригачів, угнарів (гарбарів), сідельників, ковалів, слюсарів, ливарів, теслів, бондарів, токарів, різників, пивоварів, пекарів, цегельників, каменярів, з новіших ремесел — рукавичників, поясників, юхтинників, сап'яників, шабельників, рушничників, годинникарів, друкарів, граверів тощо.
Найбільшим ремісничим осередком був Львів, у якому вже у 2-й пол. XV ст., було понад 50 ремісничих професій, а у 1-й пол. XVII ст. — 133 ремісничі фахи; цехів наприкінці XVI ст. було 27, у 1-й пол. XVII ст. — 33, у яких працювало близько 2 000 цехових ремісників, пересічно 4 на одну майстерню (майстер, 2 підмайстрі, 1 учень). На другому місці був Київ (у XVI столітті]] — 20 ремісничих цехів). Меншими осередками були Луцьк, Кам'янець-Подільський, Перемишль, Ярослав.
За соціальною структурою ремісники належали до середньої групи міщанства (майстри і заможніші позацехові ремісники) або до бідноти (підмайстри, учні та більша частина позацехових ремісників, т. зв. партачів). Більшість заможних майстрів були поляками, німцями або вірменами. Українців серед цехових ремісників на Західній Україні було мало, бо деякі цехи їх не приймали або не давали їм звання майстрів і забороняли учням стати підмайстрами. У Львові, наприклад, хоч українці працювали у близько 50 галузях ремісництва вони могли належати лише до 9 цехів, проте і в тих мали чимало труднощів. Часто управи міст забороняли українцям ремісникам проживати і працювати за своїм фахом поза визначеними для них дільницями (наприклад, на Руській вулиці чи на передмістях). Для захисту своїх прав українські ремісники разом з ін. прошарками українського міщанства гуртувалися у братствах. Взагалі права ремісників були обмежені у містах, які не мали маґдебурзького права.

## Розвиток ремесел у Нові часи
З 2-ї пол. XVII ст. ремісництво на Західній Україні й на Правобережжі зменшилося у зв'язку з загальним занепадом міст і міщанства, поширенням нецехового ремесла (у Львові партачі становили з сер. XVII ст. бл. 40% загальної кількости ремісників), поселенням при старостинських замках, панських дворах у містах і на передмістях підданих сільських ремісників, конкуренцією виробів єврейського ремесла тощо. Краще розвивалися ремесла в Києві й на Лівобережжі, зокрема у містах: Полтаві, Чернігові, Новгороді-Сіверському, Стародубі, Ніжині тощо. Воно поширювалося також серед козацтва та по селах.
На українських землях у Російській Імперії загально-імперський закон, що стосувався цехів, поширено на Лівобережжя (1785) і Правобережжя (1840). За законом з 1852 року, у містах і містечках існували ремісничі управи. Ремісник, який не мав звання майстра і не записався до цеху, не мав права керувати ремісничим закладом, тримати робітників та виставляти вивіску. Кількість ремісників у 9 українських губерніях, об'єднаних у цехи, становила за даними на 1858 рік — 77 000 осіб, у тому числі 32 500 майстрів, 28 400 робітників і 16 800 учнів. За ін. даними число всіх ремісників у містах становило бл. 100 000.
За австрійським переписом 1773 року в усій, тобто і Західній (польській) Галичині жило 44 000 ремісників, у тому числі ткачів 17 900, ковалів 2 800, кушнірів 1 800, шевців 5 500, кравців 2 800, бондарів 1 400, гончарів 1 200, колодіїв 1000; ремісників-жидів було 16 000. 1837 року в Галичині нараховували 45 000 ремісників, які платили прибутковий податок.
У 1-й пол. XIX ст. ремісництво відчуло тиск фіскальної політики на центральних і східних землях і в Галичині. Ще негативніше на ремісників вплинули у 2-й пол. XIX ст. розвиток фабричної промисловості і капіталізму, побудова залізниць, що полегшило підвіз фабричного краму (переважно з неукраїнських земель), втрата значення ремісничих цехів (з 1900 російський уряд почав вживати заходів до скасування решток цехового устрою), низька освіта ремісників та лихварство. Особливо кризовими були для ремісництва 1870 — 90-і pp. Значна частина міського ремісництва, не витримуючи конкуренції фабрично-заводської продукції, відмирала; краще розвивалася кустарна промисловість. На допомогу ремісникам і зокрема кустарям прийшли деякі урядові агентства (1888 року засновано урядовий Кустарний комітет) і особливо земства. Їх заходами створювалася інструкторська допомога, постачалися деякі види сировини з державних підприємств, відкривалися кустарно-ремісничі навчальні майстерні та організовувалися мїсцеві і міжнародні виставки кустарних виробів, на яких були широко представлені вибори з України (кролевецькі тканини й ін.). Головне управління землевпорядження і хліборобства посередничало у купівлі ремісничих і кустарних виробів замовниками — військовими і морськими відомствами, постачало кустарям безкоштовно і в кредит зразки верстатів, двигунів та ін. знаряддя, видавало мистецькі альбоми зразків кустарного виробництва тощо. Деяке значення мала спроба організації кустарних кооператив (1913 року у 6 українських губерніях Російської Імперії було створено 18 таких кооперативів).
У Галичині й на Буковині ремесло не мало особливої допомоги з боку уряду. Ремісничі палати у Львові й Чернівцях (при крайових відділах) вели статистику ремісників, влаштовували ремісничі виставки, опікувалися (у Львові) ремісничим Промисловим Музеєм тощо. Допомогу українським ремісникам надавали міщанські братства у Львові (з 1872 року) і згодом в інших містах Галичини та засноване в 1881 році В. Нагірним ремісниче товариство «Зоря», яке зокрема опікувалося ремісничою молоддю, що прибувала з сіл до міста. Таку мету мали також будівельний комбінат, заснований у Львові І. Левинським, та жіноча кравецька спілка «Труд». Зростання українського ремісництва у містах Західної України (менше центральних і східних земель) утруднювало опанування ремеслами неукраїнським елементом, а також те, що діти заможніших українських ремісників лише рідко залишалися працювати у фахах батьків.

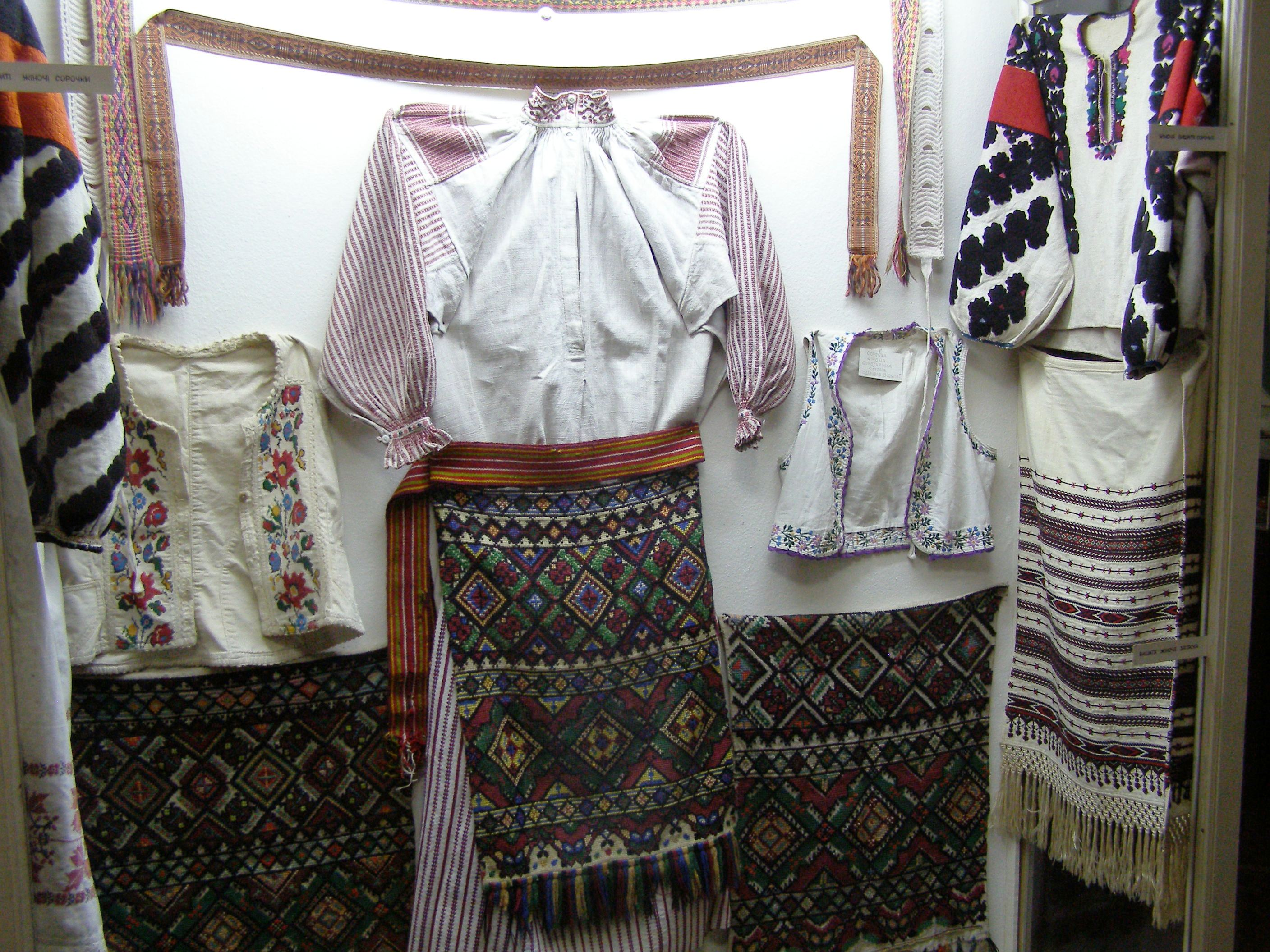
Бережанські вишиванки
Ковальство,  виріб  « Букет майстрів», м. Івано-Франківськ
Національний музей-заповідник українського гончарства в Опішному

## Українські ремесла у XX столітті
Перед Першою світовою війною у 9 українських губерніях Російської імперії ремісників і кустарів було 700 000, у тому числі кустарів 358 000, самостійних ремісників (за матеріалами Міністерства Торгівлі і Промисловості) 57 000, необлікованих кустарів і ремісників 105 000, кустарів харчо-смакової промисловості 135 000, учасників різних нетоварових промислів 45 000. Кустарі жили переважно у селах, ремісники — в містах. У Галичині (всій) на поч. ХХ ст. було 6л. 85 000 дрібних ремісничих підприємств, які давали працю бл. 130 000 осіб. Попри часткове зменшення ремісників в Україні на переломі XIX-ХХ ст.ст., ремесла і кустарна промисловість до 1914 року були основним джерелом задоволення потреб широких споживачів виробами легкої й харчової промисловості. У ремеслах і кустарній промисловості працювало більше осіб, ніж у великій цензовій.
На поч. 1920-их pp. значення ремесел на центральних і східних землях у зв'язку з занепадом фабричної промисловості на деякий час збільшилося. Число ремісників і кустарів в УРСР зросло до 820 000 (1928), у тому числі 179 000 в кустарно-пром. кооперації; тоді як у цензовій промисловості працювало 620 000 осіб; натомість вартість продукції нецензової (ремісничої і кустарної) промисловості становила лише 15% від всієї промисловості. Згодом суцільна націоналізація й розвиток фабричної промисловості спричинили занепад ремесла; його і кустарну промисловість об'єднано майже повністю у промислову кооперацію, і самостійних ремісників і кустарів нараховувалося у 1939 році ледве 57 700. На західно-українських землях до часу їх приєднання до УРСР відносини залишилися ті самі, що й до війни 1914. На укр. землях у Польщі ч. ремісників було таке саме, як до війни (понад 90 000).
Після ліквідації пром. кооперації у 1960 Р. і кустарну промисловість передано до системи держ. місц. промисловості. Попри поширення з 1966 місц, промисловості на нові асортименти продукції, кустарне і ремісниче виробництво, хоч і не регламентовані урядово, — не зникли. Вироби цих промислів не тільки використовуються у господарствах продуцентів, але йдуть на ринок (зокрема — сіль.) і все ще широко обслуговують потреби місц. населення у житловому будівництві, кравецтві, шевстві. тощо. Хоч в офіц. статистичних даних ч. ремісників і кустарів не подається, але воно має бути чимале.